# James Marsden
James Paul Marsden (født 18. september 1973) er en amerikansk skuespiller og tidligere Versace-model, måske bedst kendt for sin rolle som Cyclops i X-Men-filmene. Han har også haft mærkbare roller i Superman Returns, Hairspray, Fortryllet og 27 Dresses.

## Opvækst
Marsden blev født i Stillwater, Oklahoma. Hans far er en professor i dyre-studier og indutri ved Kansas State University. Hans forældre blev skilt, da han var 9 år gammel. Marsden har to søstre, Jennifer (6 år yngre), Elizabeth (18 år yngre) og to brødre; Jeff og Robert (2 år yngre). Han gik på Putnam City North High School, i Oklahoma City.  Marsden gik derefter på Oklahoma State University.

## Karriere
Marsden fik sit første skuespiller-job i pilotepisoden af The Nanny, som Eddie Margaret Sheffields kæreste. Han fik derefter en rolle i den canadiske tv-serie Boogies Diner, som kun kørte i en sæson. Ved slutningen af serien, gæstemedvirkede han i andre tv-serier, som Saved by the Bell og Party of Five. Han medvirkede senere i ABCs show Second Noah. Han mistede en rolle til Edward Norton i filmen Primal Fear (1996) og afslog at spille hovedrollen i 54 (1998), som så gik til Ryan Phillippe. Han fik en rolle i Disturbing Behavior, hvor han spillede over for Katie Holmes og Gossip overfor Kate Hudson.
Marsden spillede så Cyclops i X-Men-trilogien. Hans X-Men-figur Cyclops fik mindre tid på skærmen i den tredje film pga konflikter med hans fremtidige forpligtelser til Bryan Singers Superman Returns, hvori han spiller Lois Lanes kæreste, Richard White. Marsden har også medvirket i tv-serien Ally, hvor han var en af de vigtigste skuespillere i den sidste del af 5. sæson, hvor han også fik fremvist sine sangevner (episoderne 501-503,506-508). Han spillede senere Lon Hammond Jr., i den romantiske film The Notebook, som var baseret på Nicholas Sparks roman af samme navn. The Alibi havde premiere i 2006, men kun i Europa. Premieredatoen i USA er stadig ikke fastlagt. (Juni 2008). 
I 2007 spillede Marsden Corny Collins i filmversionen af Broadway-musicalen, baseret på John Waters film Hairspray fra 1988, overfor Michelle Pfeiffer, Zac Efron, Nikki Blonsky, Amanda Bynes, Queen Latifa og John Travolta. Det var også her at Marsden fik sin sang-debut ved at synge to af filmens sange The Nicest Kids In Town og (It's) Hairspray. Både Hairspray og filmens soundtrack blev kritisk-anerkendte. Hans næste rolle var i Disneys hybrid animerede/levende film Fortryllet, hvor han spillede Prins Edward, overfor Amy Adams, Susan Sarandon og Patrick Dempsey.
Efter hans succes i Hairspray og Fortryllet i 2007, spillede han den mandlige hovedrolle i den romantiske komedie 27 Dresses fra 2008, over for Katherine Heigl. Filmen fik en okay god box office. 

## Privatliv
Marsden har været gift med Lisa Linde (Horton-sagaen) siden 22. juli 2002. De har sammen en søn, Jack Holden (født 1. februar 2001) og en datter, Mary James (født 10. august 2005).

## Filmografi
| År           | Titel                       | Rolle                                  | Bemærkninger |
| ------------ | --------------------------- | -------------------------------------- | ------------ |
| 1993         | The Nanny                   | Eddie                                  | Tv-serie     |
| 1994         | Boogies Diner               | Jason                                  | Tv-serie     |
| 1995         | Party of Five               | Griffin Holbrook                       | Tv-serie     |
| (1996, 1997) | Second Noah                 | Ricky Beckett                          | Tv-serie     |
| (1997)       | Bella Mafia                 | Luka                                   | (TV Film)    |
| 1997         | Campfire Tales              | Eddie                                  |              |
| 1997         | On the Edge of Innocence    | Jake Walker                            |              |
| 1998         | Disturbing Behavior         | Steve Clark                            |              |
| 1999         | Mickey Mouse Works          | Singer, Narrator, Don Duck, Brom Bones | Tv-serie     |
| 2000         | Gossip                      | Derrick Webb                           |              |
| 2000         | X-Men                       | Scott Summers / Cyclops                |              |
| 2001         | Sugar & Spice               | Jack Bartlett                          |              |
| 2001         | Zoolander                   | John Wilkes Booth                      |              |
| 2001, 2002   | Ally                        | Glenn Foy                              | Tv-serie     |
| 2002         | Interstate 60               | Neal Oliver                            |              |
| 2003         | X-Men 2                     | Scott Summers / Cyclops                |              |
| 2004         | The 24th Day                | Dan                                    |              |
| 2004         | The Notebook                | Lon Hammond Jr.                        |              |
| 2004         | Heights                     | Jonathan                               |              |
| 2006         | 10th & Wolf                 | Tommy                                  |              |
| 2006         | The Alibi                   | Wendell Hatch                          |              |
| 2006         | X-Men: The Last Stand       | Scott Summers / Cyclops                |              |
| 2006         | Superman Returns            | Richard White                          |              |
| 2007         | Hairspray                   | Corny Collins                          |              |
| 2007         | Fortryllet (org: Enchanted) | Prins Edward                           |              |
| 2008         | 27 Dresses                  | Kevin Doyle                            |              |
| 2008         | Conan: Red Nails            | Techotl                                | stemme       |
| 2008         | Sex Drive                   | Rex                                    |              |
| 2008         | The Box                     | Arthur Lewis                           |              |
| 2009         | Nailed                      | Scott                                  |              |

## Diskografi
- Lovely parfume af Sarah Jessica Parker
  - Sang melodisangen Lovely

- Gossip (Soundtrack)
  - Glow

- Enchanted (Soundtrack)
  - True Love's Kiss
  - That's Amore

- Hairspray (soundtrack)
  - The Nicest Kids in Town
  - (It's) Hairspray

## Priser og nomineringer
Teen Choice Awards
- 2008: Nomineret til "Choice Movie Actor Comedy" for 27 Dresses & Fortryllet

19th Annual Palm Springs International Film Festival
- 2008: Vandt "Ensemble Performance Award" sammen med castet fra Hairspray

14th Screen Actors Guild Awards
- 2008: Nomineret til "Outstanding Performance by a Cast in a Motion Picture"

13th Critics’ Choice Awards
- 2008: Vandt "Best Acting Ensemble" sammen med castet fra Hairspray

American Music Awards
- 2007: Nomineret til "Favorite Soundtrack of 2007" sammen med castet fra Hairspray

Hollywood Film Festival & Hollywood Awards
- 2007: Vandt Hollywood Ensemble Acting of the Year Award – Musical/Comedy" sammen med castet fra Hairspray

Saturn Award
- 2007: Nomineret til "Best Supporting Actor" for Superman Returns

Blockbuster Entertainment Award
- 2001: Vandt "Favorite Supporting Actor – Science Fiction" for X-Men

MTV Movie Awards
- 2001: Nomineret til "Best On-Screen Team" for X-Men (Delte den med Halle Berry, Hugh Jackman, Anna Paquin)